# Aristoteles' fysik
 Der er for få eller ingen kildehenvisninger i denne artikel, hvilket er et problem. Du kan hjælpe ved at angive troværdige kilder til de påstande, som fremføres i artiklen.

Aristoteles' fysik er den naturfilosofi, som den antikke græker Aristoteles (384-322 f.Kr.) udviklede i sine værker. Skønt hans idéer i dag er forældede, har de spillet en vigtig rolle i videnskabens historie, og hans værk Phusike akroasis har lagt navn til den moderne forskningsdisciplin fysik.
Aristoteles ønskede at opstille generelle principper, der kunne bestemme alle naturlige legemers forandring. Dette inkluderede både det levende og ikke-levende samt både det himmelske og det jordiske. Forandringerne kunne være bevægelser, ændringer i antal og størrelse, kvalitative ændringer samt opståen og forsvinden (eksistens). Aristoteles dækkede i den forbindelse sanserne, hukommelse, anatomi, biologi, gravitation og bevidsthedsfilosofi.
Aristoteles beskrev et geocentrisk verdensbillde af koncentriske sfærer med Jorden i centrum. Ved Jorden var der fire sfære bestående af de fire elementer jord, ild, vand og luft, der kunne undergå forandring. Uden for Jorden var de himmelske sfærer, der bestod af det femte element æter, som ikke kunne forandres.
Med disse elementer kunne Aristoteles forklarer legemer bevægelser ved Jorden: Hvis de bestod af vand og jord, faldt de ned, og bestod de af ild og luft, steg de op, så elementerne kunne være tættere på deres respektive sfærer. Jo tættere medier var, jo langsommere ville legemerne falde, og Aristoteles konkluderede ud fra det, at legemer i vakuum ville bevæge sig uendeligt hurtigt. Vakuum måtte derfor være umuligt (horror vacui).
Aristoteles' biologi er mest baseret på observationer og dissektioner, og Aristoteles opstillede hypoteser omkring målbare forhold såsom sammenhængen mellem kropstørrelse og levealder.

## Naturligt sted
Aristoteles forklarede gravitation med, at alle legemer søger imod deres naturlige sted. Elementerne jord og vand hører til i midten af universet, hvor vandet er i en koncentrisk sfære om jorden. Derfor synker jord i vand. Oven på vandet er der en koncentrisk sfære af luft, da luftbobler i vand stiger opad. Helt øverst er ild, der dog er under de himmelske sfærer.
I bogen Delta i Metafysik (IV.5) definerer Aristoteles topos (sted) ud fra to legemer, hvor det ene er indholdt af de andet, der altså er hult. Topos er, hvor ydersiden af det indre legeme berører indersiden af det ydre legeme. Indtil det 17. århundrede var denne definition den dominerende, men den var blevet kritiseret og diskuteret af filosoffer siden antikken. En tidlig geometrisk kritik blev givet i den arabiske polyhistor Ibn al-Haythams (965-1040) Artikel om sted (مقالة في المكان).